# Perna perna
Perna perna, el mejillón pardo, es un molusco bivalvo de la familia Mytilidae de gran importancia económica. Se recolecta como fuente de alimento, pero también se sabe que alberga toxinas y causa daños a las estructuras marinas. Es originario de las aguas de África, Europa y Sudamérica y fue introducido en las aguas de Norteamérica.

## Descripción
Perna perna suele medir 90 mm de largo, aunque puede alcanzar tamaños de hasta 120 mm. El mejillón se reconoce fácilmente por su color marrón, pero su característica identificativa es la "cicatriz retractora posterior dividida del mejillón". Su cresta resilical picada también diferencia al mejillón de otros bivalvos.
Especies similares son el mejillón europeo, Mytilus galloprovincialis, y el mejillón negro, Choromytilus meridionalis. El mejillón europeo es similar en forma y color al mejillón pardo y comparte su hábitat nativo en la costa suroccidental de África. El mejillón europeo también es más resistente a las perturbaciones humanas, como el uso para cebos y el consumo. Compite con el mejillón pardo porque es más resistente a ciertos parásitos. El mejillón negro tiene una forma y un tamaño similares, aunque carece del característico reborde resilífero picado.

El mejillón pardo también puede confundirse con la especie más famosa Perna viridis, de color pardo verdoso, ya que su color y la forma de su concha pueden cambiar en función de las condiciones ambientales.

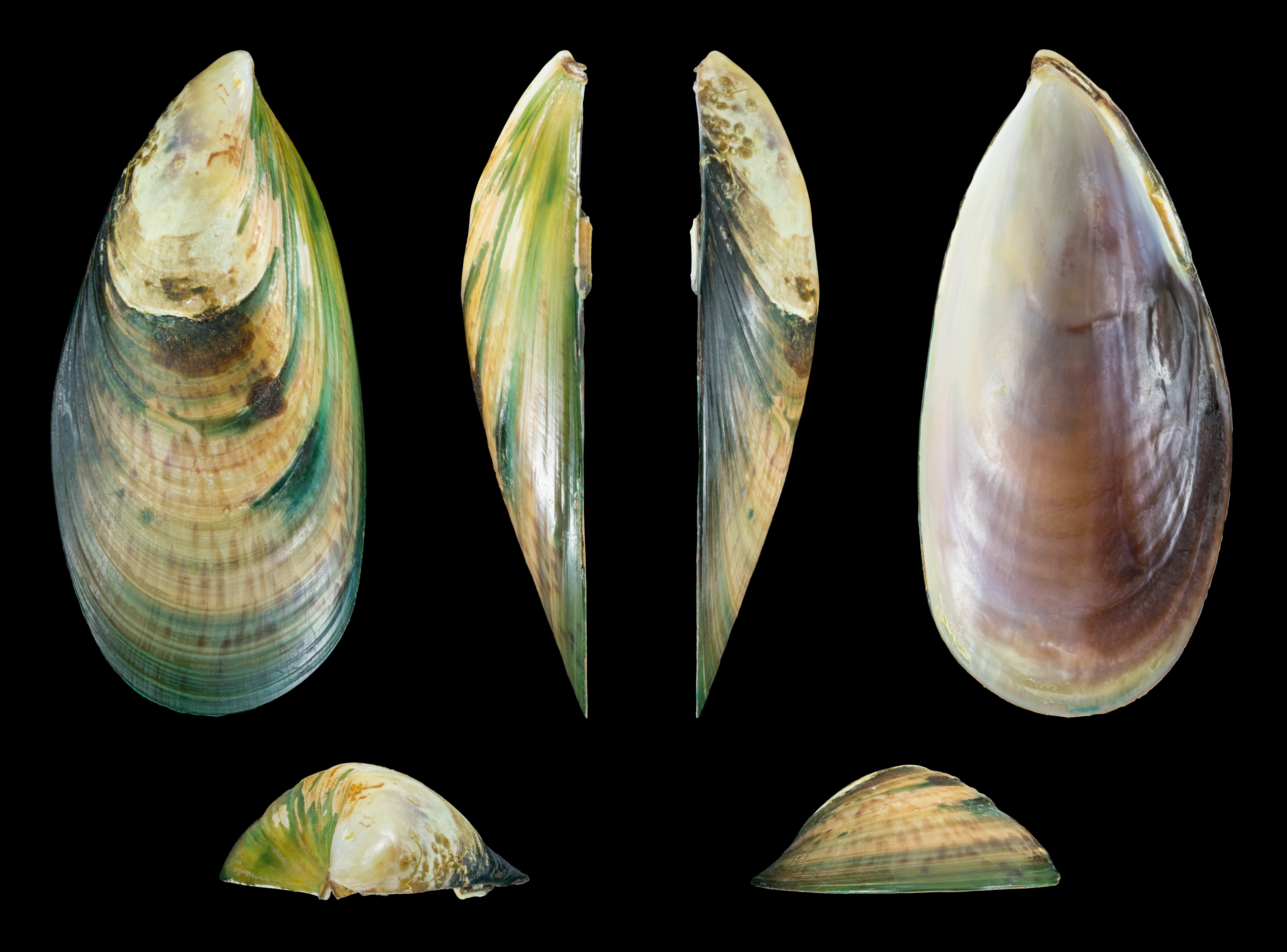
Valva derecha
Valva izquierda

Perna perna var. picta

Valva derecha
Valva izquierda

Perna perna var. elongata

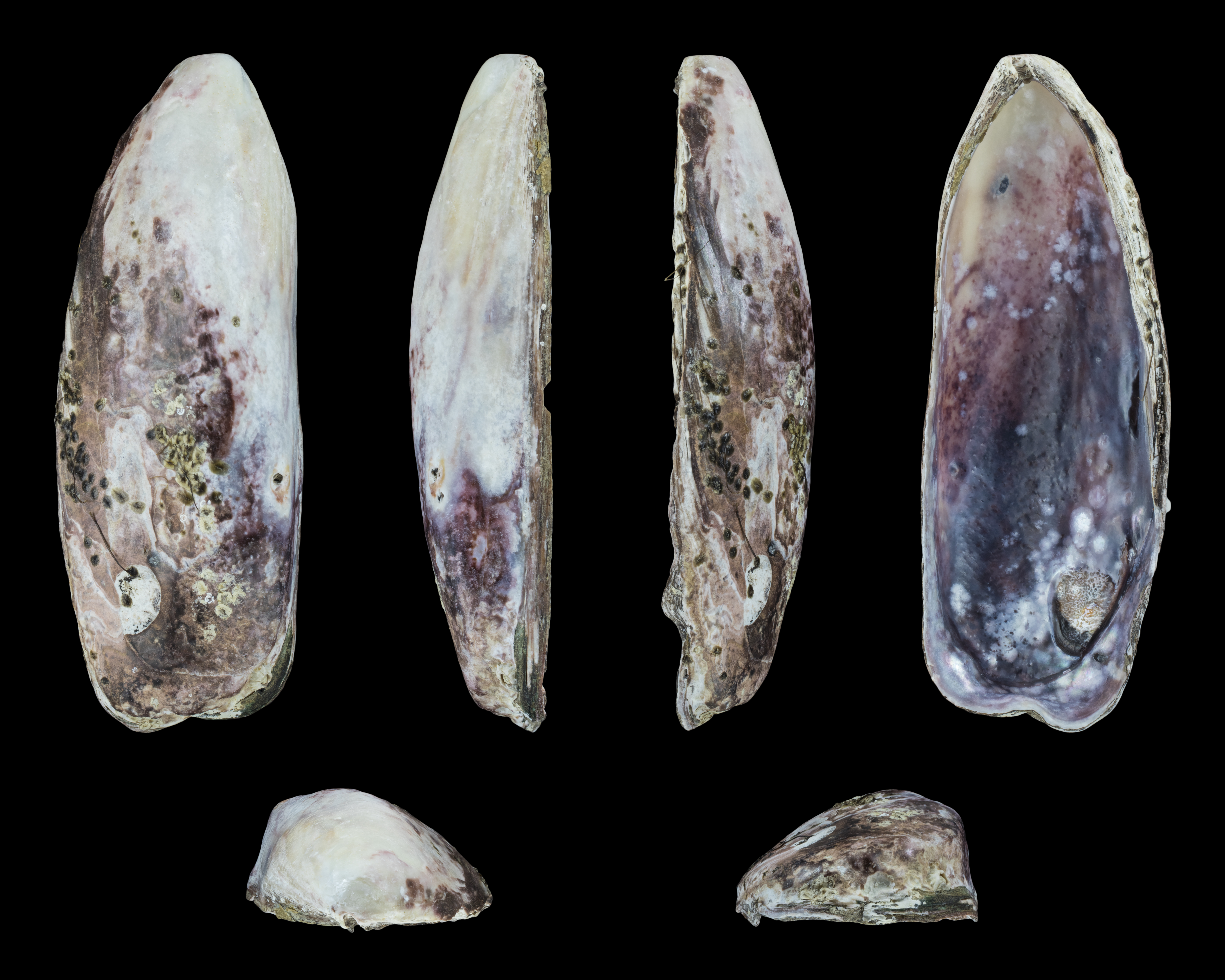
Valva derecha
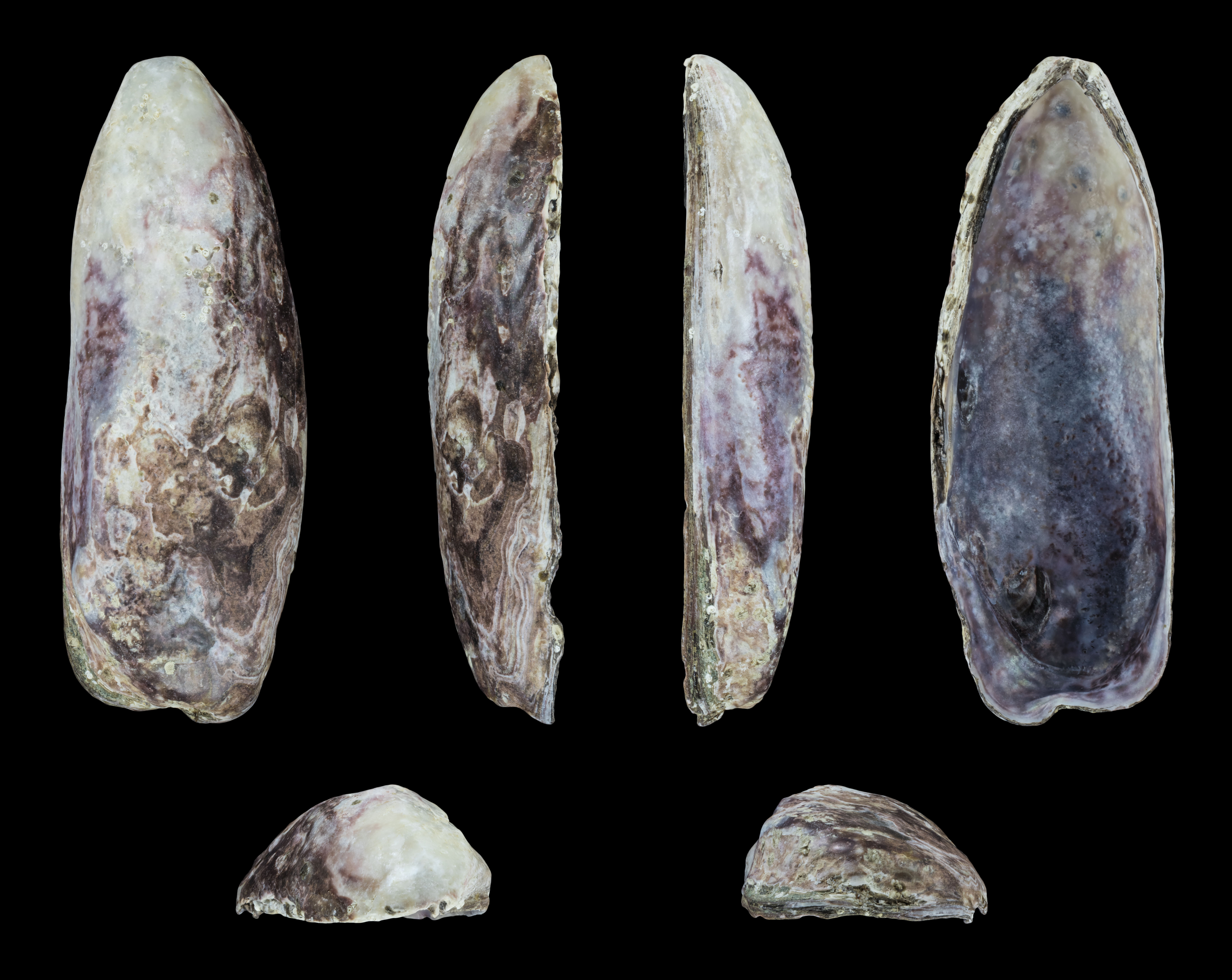
Valva izquierda

## Hábitat y distribución
El mejillón pardo es originario de las regiones tropicales y subtropicales del océano Atlántico y el océano Índico occidental. Se encuentra en aguas de la costa occidental de África y la costa de Sudamérica hasta el Caribe, así como en la costa oriental de África y Madagascar. Se introdujo accidentalmente como especie invasora en la costa de Texas a través de los cascos y lastres de agua de barcos procedentes de Venezuela. Su distribución incluye: Chile, Perú y Sudáfrica.
El mejillón pardo coloniza de forma natural las costas rocosas, pero también puede adherirse a objetos sumergidos construidos por el hombre, como boyas de navegación, plataformas petrolíferas y restos de naufragios. El mejillón pardo adulto puede tolerar un rango de temperatura de 10 a 30 °C y un rango de salinidad de unos 15 a 50 ppt. Su colonización de los estratos duros mejora la ecología marina de esa superficie. La colonización aumenta la superficie, lo que anima a otros organismos marinos como lapas, poliquetos, percebes, caracoles y algas a establecerse también allí.

## Ecología y estilo de vida

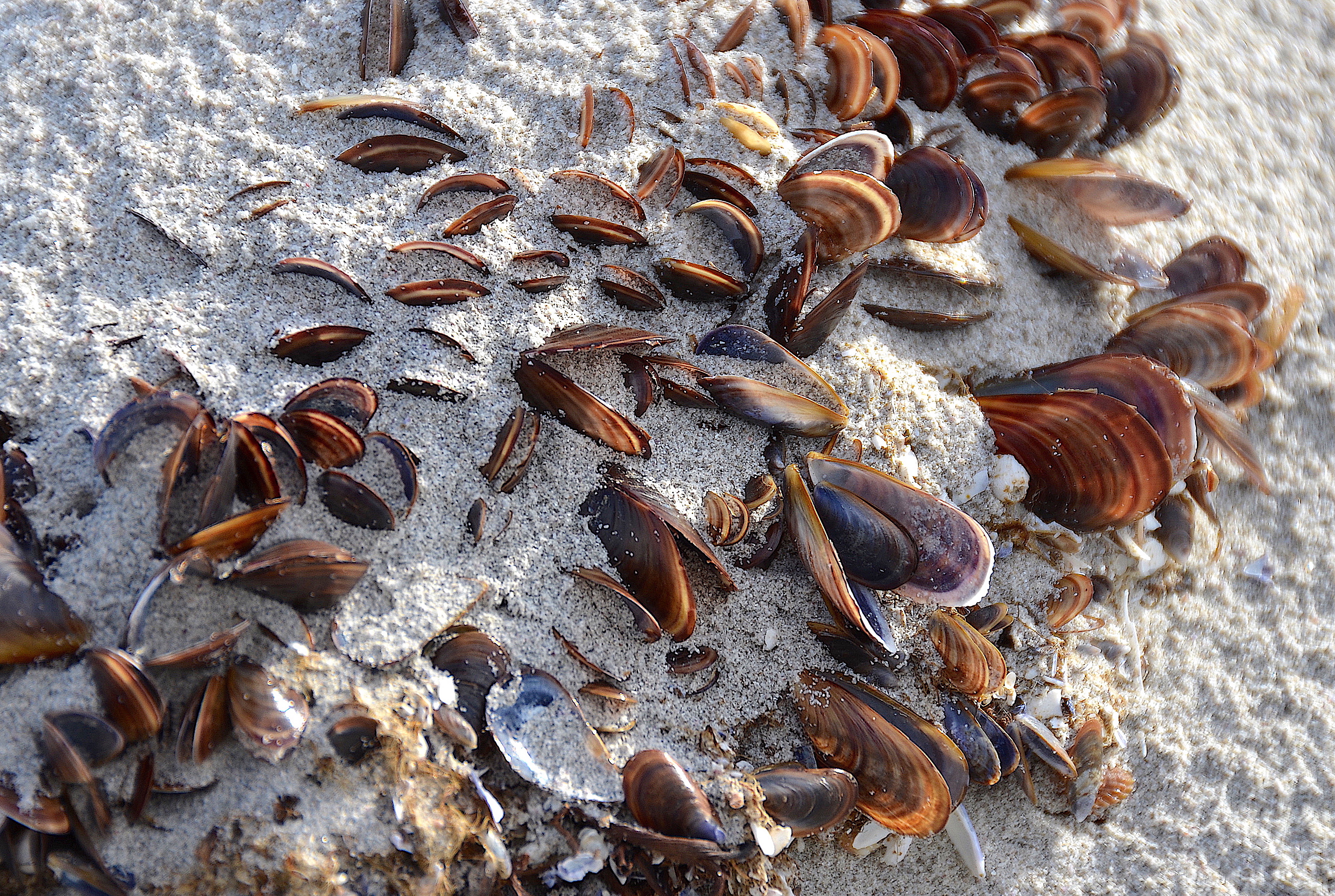
Una colonia de mejillones pardos se encenagó en Sudáfrica

El mejillón utiliza la fecundación externa durante la época de desove, entre mayo y octubre, aunque también se ha registrado en diciembre. Los dos sexos liberan óvulos y esperma al agua durante el desove para producir larvas velígeras. Quince horas después de la fecundación, las larvas tienen dientes articulados bien desarrollados. De diez a doce días después de la fecundación, las larvas sufren una metamorfosis en la que segregan hilos bisoales. Las larvas se asientan en superficies rocosas.
El mejillón pardo es filtrador y se alimenta de fitoplancton, zooplancton y materia orgánica en suspensión. Está infestado por el parásito Proctoeces maculatus y un esporoquiste bucefálido no identificado que castra a ambos sexos. En el litoral africano, es presa del buccino Nucella cingulata, las langostas, los pulpos, las gaviotas y el ostrero negro africano. En las costas sudamericanas, sirve de alimento a Callinectes danae, Cymatium parthenopeum, Chicoreus brevifrons, Thais haemastoma y Menippe nodifrons.

## Importancia para los humanos
Perna perna se recolecta como fuente de alimento en África y Sudamérica. Este bivalvo es apto para el cultivo porque puede alcanzar rápidamente el tamaño comercial de 60 a 80 mm en solo 6 o 7 meses. También se adapta bien a las regiones tropicales y subtropicales. Sin embargo, el mejillón puede albergar saxitoxina procedente de dinoflagelados consumidos. Su consumo ha causado brotes de intoxicación paralítica por mariscos en Venezuela.
Se sabe que el mejillón pardo se agrupa en cantidades tan grandes que es capaz de hundir boyas de navegación. También coexiste con el mejillón verde asiático ensuciando tuberías de agua y equipos marinos. Es menos resistente a la cloración que Perna viridis y, por tanto, más fácil de controlar. Sin embargo, se recomienda que la concentración de cloro utilizada para la cloración sea superior al nivel de tolerancia de Perna viridis, el más resistente de los dos mejillones bioincrustantes.